# Uthlande (Schiff, 2010)
Die Uthlande ist eine kombinierte Auto- und Personenfähre der Wyker Dampfschiffs-Reederei Föhr-Amrum GmbH (W.D.R.). Sie ist die erste Doppelendfähre der Reederei.

## Geschichte
Das Leeraner Ingenieurbüro Sternkopf entwickelte die Doppelendfähre nach Vorgabe der Reederei. Der Bauauftrag für die Uthlande, der ersten Fähre dieser Bauart, wurde am 23. April 2009 an die Sietas-Werft in Hamburg-Neuenfelde vergeben, wo das Schiff die Baunummer 1228 bekam und werftintern als Typ 182 bezeichnet wurde. Es handelt sich um den ersten Fährschiffsneubau für die W.D.R. seit 1995. Die Fertigung der Sektionen für den Neubau begann am 29. September 2009. Die Kiellegung der Uthlande fand am 24. Februar 2010 statt. Am 15. Juni 2010 wurde die Uthlande in Wyk auf Föhr in Dienst gestellt. Seitdem verkehrt sie zwischen dem Festlandhafen Dagebüll, Wyk auf Föhr und Wittdün auf Amrum.
Die Uthlande ersetzte den 1980 gebauten, gleichnamige Vorgängerbau.
Das auf dem gleichen Entwurf basierende, weitgehend baugleiche Schwesterschiff Schleswig-Holstein entstand auf der Neptun Werft in Rostock. Es wurde im Dezember 2011 in Dienst gestellt. Im Mai 2018 stellte die W.D.R. mit der Norderaue das dritte Schiff dieser Baureihe in Dienst.

## Besonderheiten
Als Doppelendfähre mit Voith-Schneider-Antrieb unterscheidet sich die Uthlande deutlich von den bisherigen W.D.R.-Fähren. Das Ein- und Ausschiffen der Fahrgäste erfolgt nicht mehr über das Fahrzeugdeck, sondern über von den Molen aus zugeführte barrierefreie Fußgängerrampen. Dies erforderte entsprechende bauliche Maßnahmen an den Hafenanlagen in Dagebüll, Wyk und Wittdün. Das bisherige zeitaufwändige Wenden in den Hafenbecken sollte künftig entfallen, was sich aber zumindest bei Fahrten über alle drei Häfen und zurück nicht verwirklichen lässt. Die Kapazität der Uthlande ist gegenüber bisherigen W.D.R.-Fähren erhöht. Zudem hat die Fähre fünf statt vier Spuren zum Transport von Kraftfahrzeugen, so dass jeweils 75 Autos transportiert werden können. Außerdem hat sie ein größeres Sonnendeck, das aber durch das mittig aufgebaute Ruderhaus auch seine Nachteile birgt. So ist eine Seite stets zum Teil im Schatten.
Im April 2011 bekam die Uthlande den Ship Pax Award für ihr innovatives Konzept.